# ペトラス・グラジュリス
ペトラス・グラジュリス（Petras Gražulis、1958年10月28日 - ）は、リトアニアの政治家で、国会議員。リトアニア語のほか、ロシア語とフランス語を話す。家族は、妻のラミンタと息子のマルティーナスとシモナス、および娘のマリヤとガブリエレ。

## 経歴
農家の家に15人兄弟の1人として生まれる。兄弟のカジミエラスとアンタナスは、カトリック教会の聖職者で、ユオザスはリトアニア国軍の従軍神父であった。
1975年、ミロスラヴァス中等学校を卒業し、その後、カウナス工業大学で学んだ。
若い頃から地下運動に携わり、『リトアニア・カトリック教会新聞』を広めた。1988年、ソ連軍への従軍を拒否したことを理由に逮捕され、ルキシュキス刑務所に収監された。その後、プラヴィエニシュケスに移送され、モルドヴィアへと送還された。
1989年2月10日、他の同志と共にリトアニア・キリスト教民主党 (LKDP) を再結党し、党の週刊機関紙『アプジュヴァルガ』の発行に関わった。1990年より1994年までLKDPカウナス支部長を務めた。その後2001年から2004年までLKDPの党首も務めた。
1990年から1995年までカウナス市議会議員として教育文化委員会で働いた。また、助役にも選ばれた。1996年から2008年まで国会議員（リトアニア・キリスト教民主党およびリトアニア・キリスト教民主派所属）、2008年からは、政党「秩序と正義」所属の国会議員。2018年、同党所属のロランダス・パクサス欧州議会議員とともに市民運動「私は民族を叫ぶ（Šaukiu aš tautą）」を設立した。この名称はヴィータウタス・ケルナギスの歌のタイトルにちなむ。
2020年の国会議員選挙では、ガルグジュダイ選挙区において無所属で立候補し、当選。
ほかの国会議員の席から不正に投票を行ったとして、2023年12月、弾劾決議により失職した。
2024年、リトアニア大統領選挙への出馬を表明するも、弾劾決議により立候補は認められなかった。
同年、欧州議会議員選挙に民族公正党から出馬し、当選。

## 主張
グラジュリスはホモフォビアの人物として知られ、2010年、ヴィリニュスでLGBTプライド「バルティック・プライド」が行われた際には、カジミエラス・ウオカとともに警察の注意を無視してフェンスを飛び越えるなどのパフォーマンスを行った。この問題行動は、リトアニア国外でも報じられた。また、2012年には「すべてのゲイはリトアニアから出ていくべきだ」との発言をし波紋を呼んだ。

## 不祥事
グラジュリスは、交通事故を何度も起こしていることでも知られている。
- 2012年8月、ガルリャヴァ近郊で別の自動車と衝突する事故を起こした[7] 。

- 2015年5月、ポーランドで交通事故を起こした。その後、事故に関するコメントやジャーナリストの質問に答えることを拒否した[8]。

- 2017年5月、交通事故を起こしたうえ、現場から逃走した[9][10]。

- 2017年9月、横断歩道でベビーカーをもった女性を車ではねたうえ、現場から逃走した[11]。

- 2021年11月、高速道路で時速40キロのスピード違反で逮捕された[12]。